# 量子ネットワーク
量子ネットワーク（りょうしネットワーク）は、量子暗号技術から発展してきた通信ネットワークである。
量子テレポーテーション実験における成功の後、量子通信を行うためのネットワークという概念が提唱された。さらに、2つの会社（スイスのidQuantique社、アメリカのMagiQTech社）が量子力学に基づいた実用的な通信デバイスを発売したとき、量子力学の原理を利用した量子暗号化による安全なネットワークの必要性が認識された。量子ネットワークでは、エンタングルメントの技術によって、データは量子状態として光ファイバーリンクまたは空気中を経由して通信が行われる。

## 歴史
- 2003年10月23日 － DARPA量子ネットワークの完全運用
  - 世界初の量子暗号化されたネットワークがBBNテクノロジーズの研究所で完全運用された。
- 2004年6月 － DARPA量子ネットワークのキャンパスリンク
  - マサチューセッツ州ケンブリッジのストリートの地下を通るダークファイバ（ハーバード大学とBBNテクノロジーズのキャンパスをリンクしていた）が常時ノンストップで量子暗号通信を実施する。
- 2004年12月 － 量子ネットワークの6ノード構成
- 2005年6月 － DARPA量子ネットワークの無線通信への拡張
  - 量子鍵および通信内容を安全に空中を伝達できるようになった。
- 2016年8月 - 中国が世界初の量子通信衛星「墨子号」を打ち上げ[1][2]、翌2017年7月に同衛星で地上・宇宙間の量子テレポーテーション[3]、8月には量子鍵配送が成功[4]、9月に世界で初めて大陸間の量子暗号通信に成功した[5][6]。

## 参照
1. ↑  “中国、世界初の量子通信衛星を打ち上げ”.  AFPB (2016年8月16日). 2016年8月19日閲覧。
2. ↑  “中国、世界初の量子通信衛星を軌道に”.  ウォール・ストリート・ジャーナル (2016年8月16日). 2016年8月19日閲覧。
3. ↑  “SFの世界にまた一歩！ 中国の研究チームが地上と通信衛星間の量子テレポーテーションに成功”.  ギズモード (2017年7月18日). 2017年8月18日閲覧。
4. ↑  “中国、量子通信衛星で「傍受不能な」量子鍵配送技術を初めて実現”.  ニューズウィーク (2017年8月10日). 2017年8月18日閲覧。
5. ↑  “盗聴不可能な暗号通信、中国―欧州間で初成功”.  読売新聞 (2018年1月20日). 2018年1月20日閲覧。
6. ↑  “中国は世界初の量子暗号通信基幹ネットワークを開通　”.  人民網 (2017年9月30日). 2020年1月21日閲覧。

## 文献
1. http://itvibe.com/news/2583/
2. https://web.archive.org/web/20071220142959/http://www.vnunet.com/vnunet/news/2125164/first-quantum-computer-network-goes-online
3. http://www.bbn.com/news_and_events/press_releases/2005_press_releases/05_06_01
4. https://ui.adsabs.harvard.edu/abs/2004quant.ph.12029E/abstract